# Анизам
Анизам познат и као дисинергија карличног пода, је синдром спастичног карличног (пелвичног) пода, опструктивна дефекација или излазна опструкција.

## Историја
Парадоксална анална контракција приликом покушаја дефекције или пражњења столоце код пацијената је први пут је описана у једном раду објављеном 1985, када је појам анизам први пут употребљен. Дајући назив овом синдрому анизам истраживачи су направили аналогију са синдромом познатим под називом вагинизам, који укључује пароксизмалну (изненадну и краткотрајну) контракцију пубококцигеуса (једног од мишића на дну карлице). Наиме ови истраживачи су сматрали да је ово стање спастичне дисфункције ануса, аналогно "вагинизму". Међутим, они су при томе направили погрешку јер су сматрали да је анизам психогене етиологије, што није тачно, иако је код ових пацијената описана и психолошка дисфункција.

## Терминологија — синоними
Назив анизам (лат. anismus) потиче од латинских речи ani — анус или чмар и spasmus — спазам или грч, и изведен је највероватније екстраполацијом са термином вагинизам (лат. vaginismus), који потиче од латинских речи vagina — вагина или родница spasmus — спазам или грч.
Због недовољно јасног механизма дисинергије карличног пода или анизма, у медицинској пракси су кроз историју коришћени бројни синоними (неки и неадекватно) да означе ово стање. Термин анизам (anismus) је критикован јер подразумева психогени разлог настанка (слично вагинизму). Међутим, као што је наведено у „Римским 2 критеријумима”, термин „дисинергија дефекације” је пожељнији назив за дисинергије карличног пода од анизма, јер многи пацијенти са дисинергијом дефекације не испољавају симптоме сексуалне или уринарне дисинергије, што значи да је дисинергије карличног пода углавном под утицајем само механизма за дефекацију.
Синоними
Друге синониме анизма укључују:
- Пуборектална дискинезија.[8]
- Пуборектални синдром
- Парадоксални пуборекталитис,[8]
- Нерелаксирајући пуборекталитис,[8]
- Парадоксална пуборектална контракција,[9]
- Синдром спазма карличног пода,[10]
- Дисинергија аналног сфинктера,
- Парадоксална контракција доњег дела кичменог стуба,[8]

## Епидемиологија
Према истраживањима обављеним у Mejo клиници, у Сједињеним Америчким Државама, на преко 1.000 испитаника нађено је да:
- 59% има опстипацију са нормалним транзитом,[11]
- 25% је имало дефекаторне поремећаје,
- 13% је имало опстипацију са успореним транзитом,
- 3% је имало комбинацију дефекаторних поремећаја и опстипацију са успореним транзитом.[12]

Према овим сазнањима изведен је закључак да је око 28% пацијената који су умали критеријуме за функционалну опстипацију имало дефекаторне поремећаје као што је дисинергичка дефекација — анизам.
Према другој студији која је укључивала око 100 пацијената са позитивним римским 2 критеријумима за функционалну опстипацију нађено је да око 46% пацијената има дисинергичку дефекацију — анизам.
Постоје и студије код којих се проценат пацијената са дисинергичком дефекацијом пење до 59%.

## Етиопатогенеза
Анизам је поремећај код кога је присутна немогућност ефикасног пражњења ректума због одсуства координације абдоминалних, ректоаналних и мишића пода карлице. Овај поремећај подразумева немогућност релаксације СAС више од 20% или раст притиска при дефекационом напињању, упркос довољно високом притиску у ректуму (преко 45 cm H2O).
Најчешћи узроци
- Поремећај је најчешће стечен и може се манифестовати још у детињству,
- Настаје и као последица наученог обрасца понашања да би се избегла нелагодност удружена са пролазом чврстих столица већег волумена или са болом код постојања активних аналних фисура или инфламираних хемороидалних плексуса.
- Као последица сексуалног злостављања.[17][18]
- Међу пацијентима који се жале на отежану дефекацију.[18][19]

Други узроци
Други узроци опструктивне дефекације могу бити: 
- мегаректум,
- неоплазме и полипи,
- аганглиоза,
- ректални пролапс,
- синдром солитарног ректалног улкуса,
- конгенитална или стечена миопатија унутрашњег аналног сфинктера
- ректокеле,
- стеноза ректума,
- екстрамурална компресија,
- синдром спуштеног пода перинеума као последица повреде сакралних нерава због трауме, порођаја или хроничног појачаног дефекационог напињања.[17][20]

## Дијагноза
Како је анизам функционални поремећај, физиолошко тестирање би требало да представља златни стандард у дијагностици.   упркос забринутости око коришћења саме манометрије. Рао и сарадници, идентификовали су три различита манометријска обрасца дисинергије; међутим, ако се желе усвојити критеријуми Робертаи сарадника, такозвани тип 2 не би требало да се назива анизмом због неадекватног нивоа интраректалног притиска при напрезању.
Са радиолошке тачке гледишта, проктографска процена има тенденцију претеране дијагнозе анизма,   делимично зато што не постоје широко усаглашени дијагностички критеријуми. Поред тога, проктографија захтева да пацијенти буду у нефизиолошком положају: дефекација у непознатом окружењу доводи до недостатка приватности и анксиозности у погледу перформанси у присуству потпуно непознатих људи.
Радиолошка процена у изолацији без манометријске процене код пацијената са симптомима опструкције дефекације може довести до претеране дијагнозе анизма. Комбиновано физиолошко тестирање би требало да прецизније идентификује дисинергију и сходно томе може да утиче на одлуке менаџмента.
Према досадашњем искуству, слагање радиологије и физиологије може се посматрати из квантитативне перспективе. У суштини, што је већа промена сфинктерног притиска између основне линије и напрезања, већа је вероватноћа да ће проктографија открити основни анизам, а  аноректално мерење вероватно ће довести до конзервативнијег приступа функционалном поремећају. Уодсуству анизма, додатна радиолошка процена би идентификовала и стратификовала обим морфолошких последица таквог поремећаја.
Физиолошка процена може бити склона променљивој стопи лажних негативних резултата ако сензори мигрирају током спуштања; међутим сматра се да се овим проблемом могу позабавити искусни техничари и поновнити покушаје рутинског тестирања.  
За дијагностиковање функционалних дефекационих поремећаја „Римска” радна група је одредила римске „Рома III“ критеријуме (види уоквирено).
Из ове групе дијагностички треба искључити пацијенте који из разних разлога не могу довољно подићи интраректални притисак што се клинички манифестује као немогућност спуштања пода карлице при напињању. To су углавном старији пацијенти са хроничном опстипацијом.

## Терапија
Хигијенско-дијететски режим
Пацијентима са мање од 3 столице дају се савети o начину исхране, и наглашава важност успостављања нормалног ритма цревног пражњења и апсолутног избегавања игнорисања дефекационог нагона.
За оне који проводе много времена у купатилу због неефективног напињања, препоручује се режим ређих одлазака у купатило са ефективнијим дефекационим напињањем, и препоручује оптимални дефекациони положај тела укључујући положај са подигнутим стопалима на подлози која је изнад нивоа пода купатила.
Болесници се охрабрују да редовно вежбају оно што им је препоручено јер чињеница да могу сами себи помоћи развија код њих самопоуздање непходно за успех терапије.
На свакој контроли пацијентима се саветује да смање своју зависност од лаксатива, клизма и супозиторија.
Терапија анизма укључује неуромускуларни тренинг (реедукацију) или биофидбек терапију, убризгавања ботокса.
Хируршки приступ
Код одређених болесника заступљен је и хируршки приступ у терапији дисинергичке дефекације. Користе се парцијална ресекција пуборекталног мишића са задовољавајућим резултатима који су показивали и преко 90% успешности месец дана након интервенције. Међутим метода због своје инвазивности и могућих постоперативних компликација није широко заступљена.

## Психосоцијални аспекти аналне инконтиненције
Након што се постави сумња на дефекациону дисинергију пацијенти се охрабрују да дају што детаљнији опис својих тегоба. Своје тегобе пацијенти треба да саопштавају лекару који је детаљно упознат са свим проблемима који могу да проистекну као последица дефекаторне дисфункције. Овај процес сам по себи делује терапијски јер омогућава пацијентима да продискутују o својим проблемима.
Дају се савети o начину исхране, пацијентима са мање од 3 столице недељно се наглашава важност успостављања нормалног ритма цревног пражњења и апсолутног избегавања игнорисања дефекационог нагона.
За оне који проводе много времена у купатилу због неефективног напињања, препоручује се режим ређих одлазака у купатило са ефективнијим дефекационим напињањем.
Такође се препоручује оптимални дефекациони положај тела укључујући положај са подигнутим стопалима на подлози која је изнад нивоа пода купатила. 
Пацијенти се охрабрују да редовно вежбају оно што им је препоручено јер чињеница да могу сами себи помоћи развија код пацијената самопоуздање непходно за успех терапије. 
Коришћењу неуромускуларног тренинга, може дати добре резултате. Аноректална реедукација се спроводи након дефекационог тренинга. За време спровођења реедукације пацијенти добијају визуелну или аудио повратну информацију или обе o функционисању њиховог аналног сфинктера. Испитивања су показала да се једнако ефикасни резултати добијају и инструкцијама које даје инструктор током иницијалног прегледа након чега следи свакодневни тренинг у кућним условима.